# Газгольдерная станция (Порту-Алегри)
«Газгольдерная станция» (порт. Usina do Gasômetro) — культурный центр, образованный на месте бывшей электростанции, расположен в бразильском городе Порту-Алегри (штат Риу-Гранди-ду-Сул). Несмотря на название, это была угольная электростанция, получившая своё название по расположению в районе Volta do Gasômetro, который, в свою очередь, получил свое название от близлежащего газового завода (порт. Usina de Gás).

## История
Тепловая электростанция была открыта 11 ноября 1928 года в качестве штаб-квартиры Companhia Brasil de Força Elétrica, дочерней компании американской Electric, Bond & Share Co., которая обеспечивала электроснабжение и электротранспорт в Порту-Алегри до 1954 года. ТЭЦ работала до 1974 года.
После закрытия ТЭЦ муниципалитет планировал снести здание и использовать территорию для расширения Периметраль-авеню. Однако, усилиями общественности здание было сохранено. В 1982 году Eletrobras передала право пользования землёй городскому муниципалитету Порту-Алегри. После реставрации в 1988 году Газгольдерная станция вновь открылся в качестве культурного центра в 1991 году.
В настоящее вермя в центре находится Музей вина и энотека.

## Галерея

Газгольдерная станция в Порту-Алегри
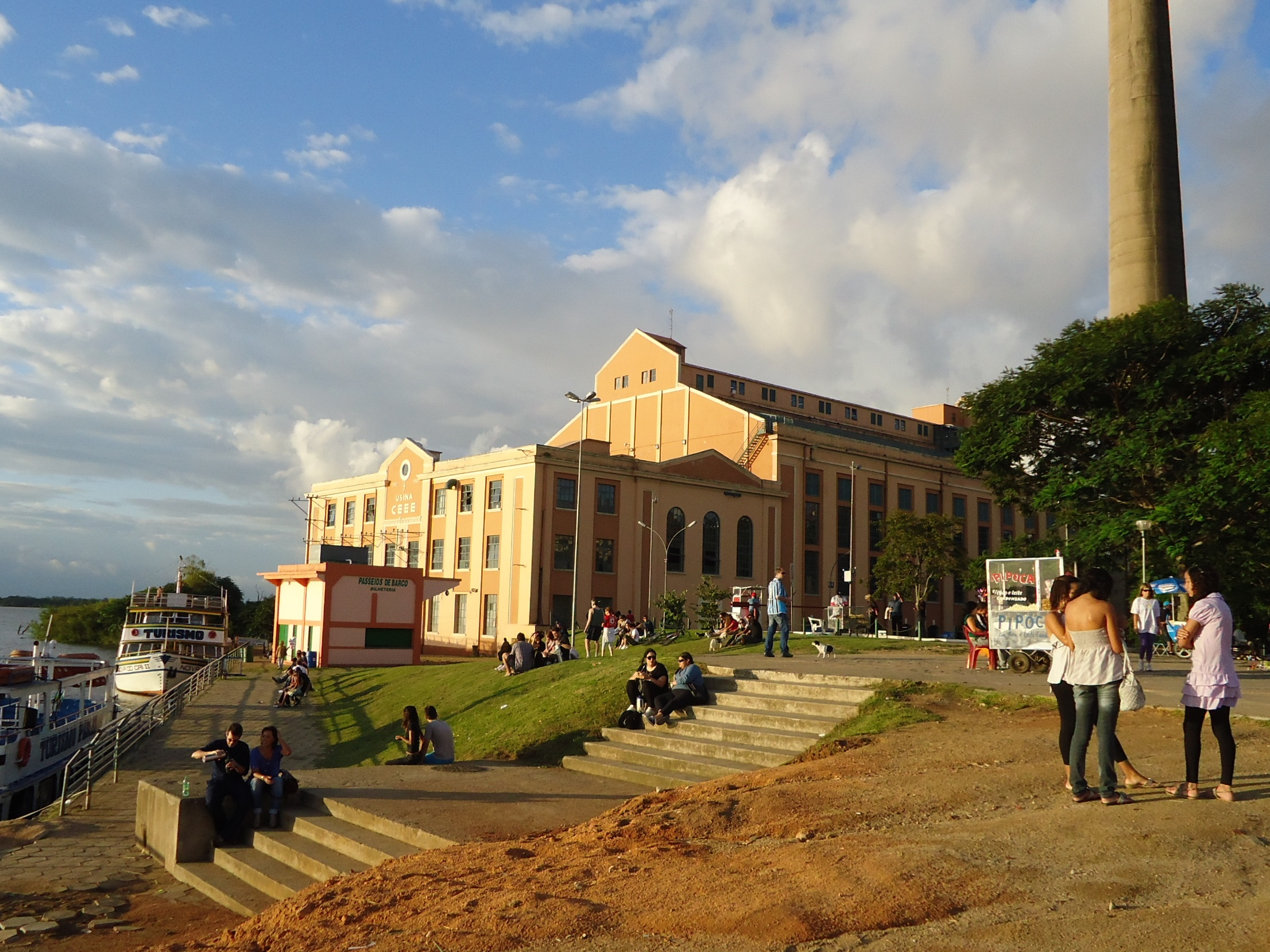
Вид с набережной
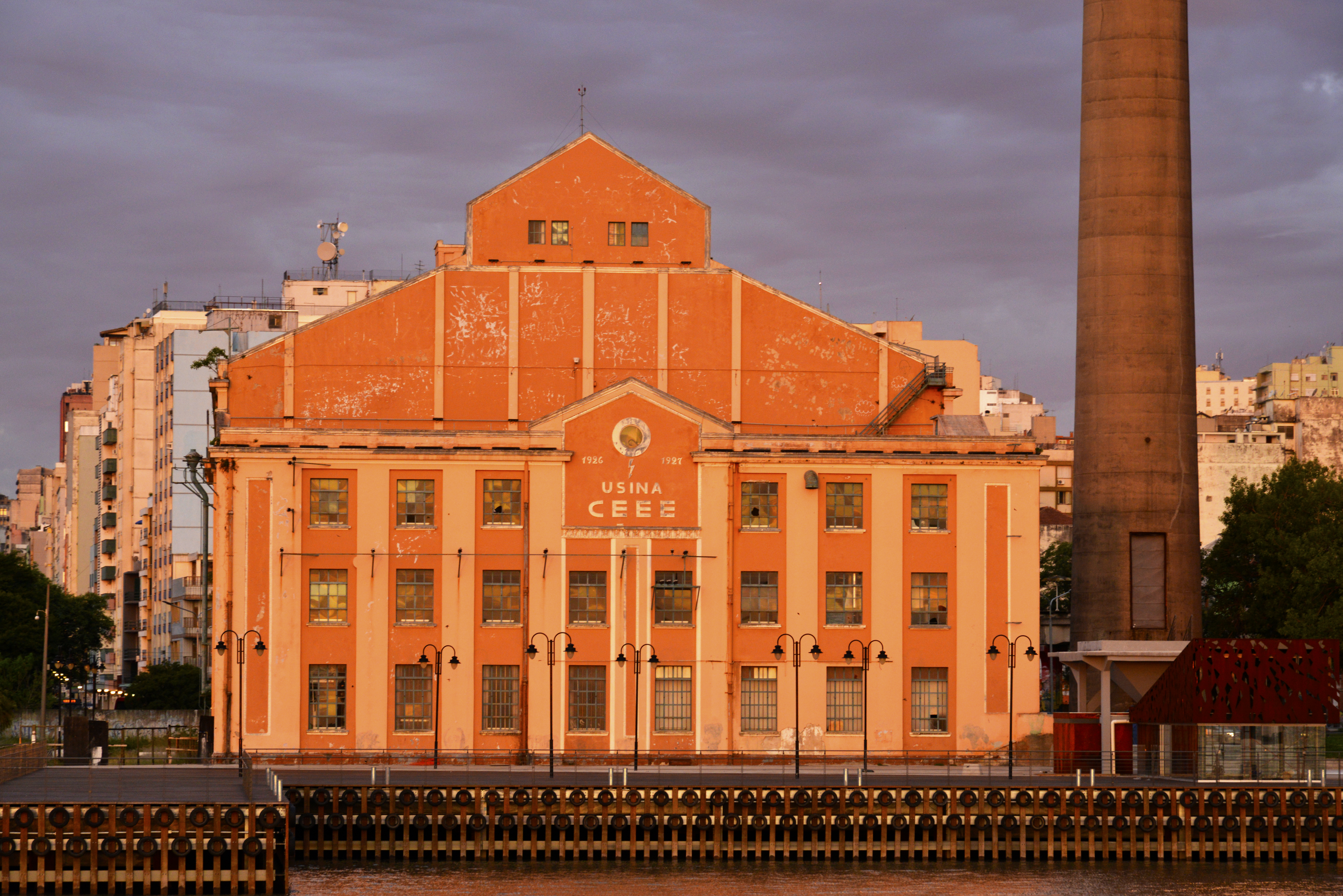
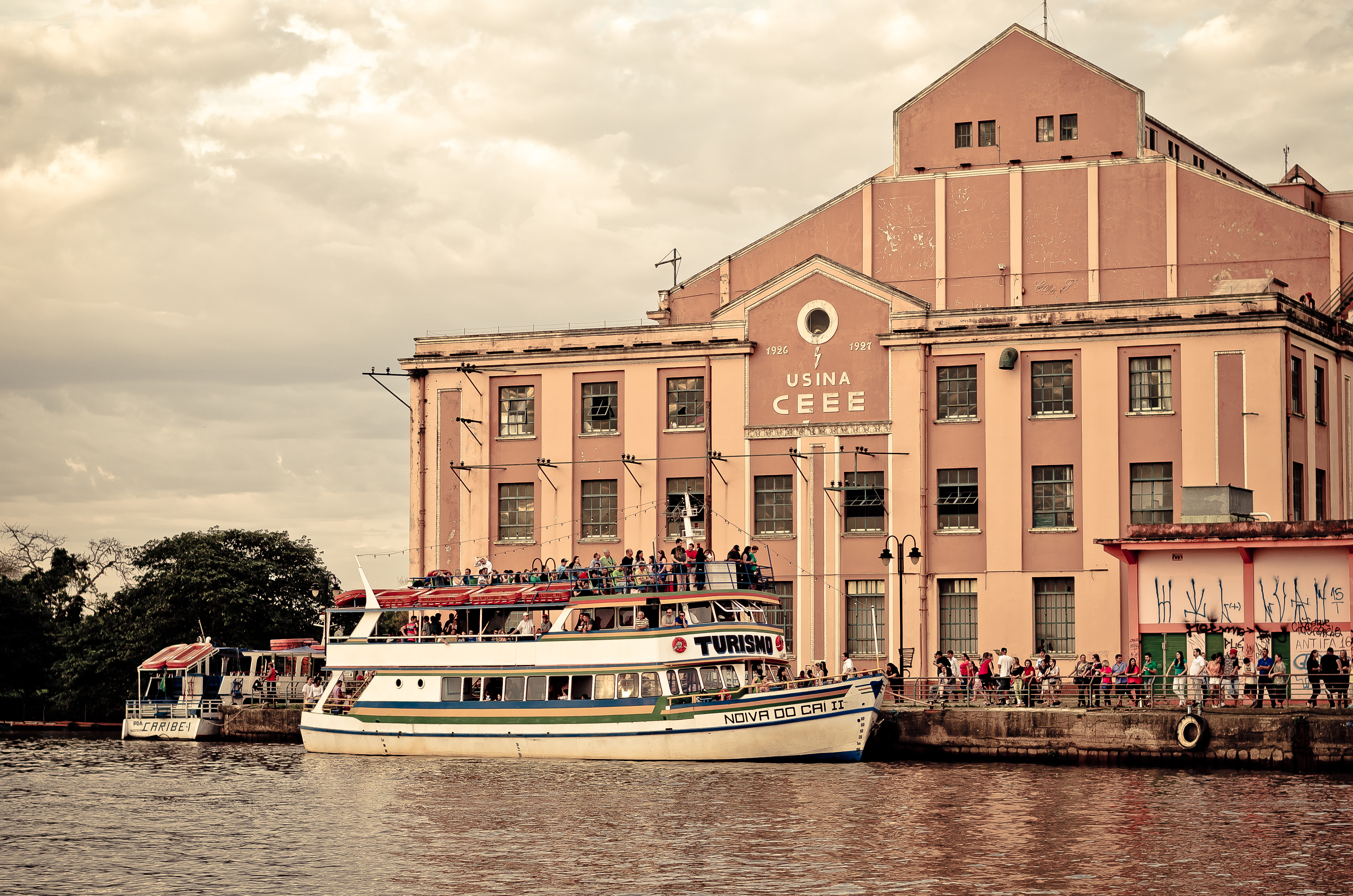
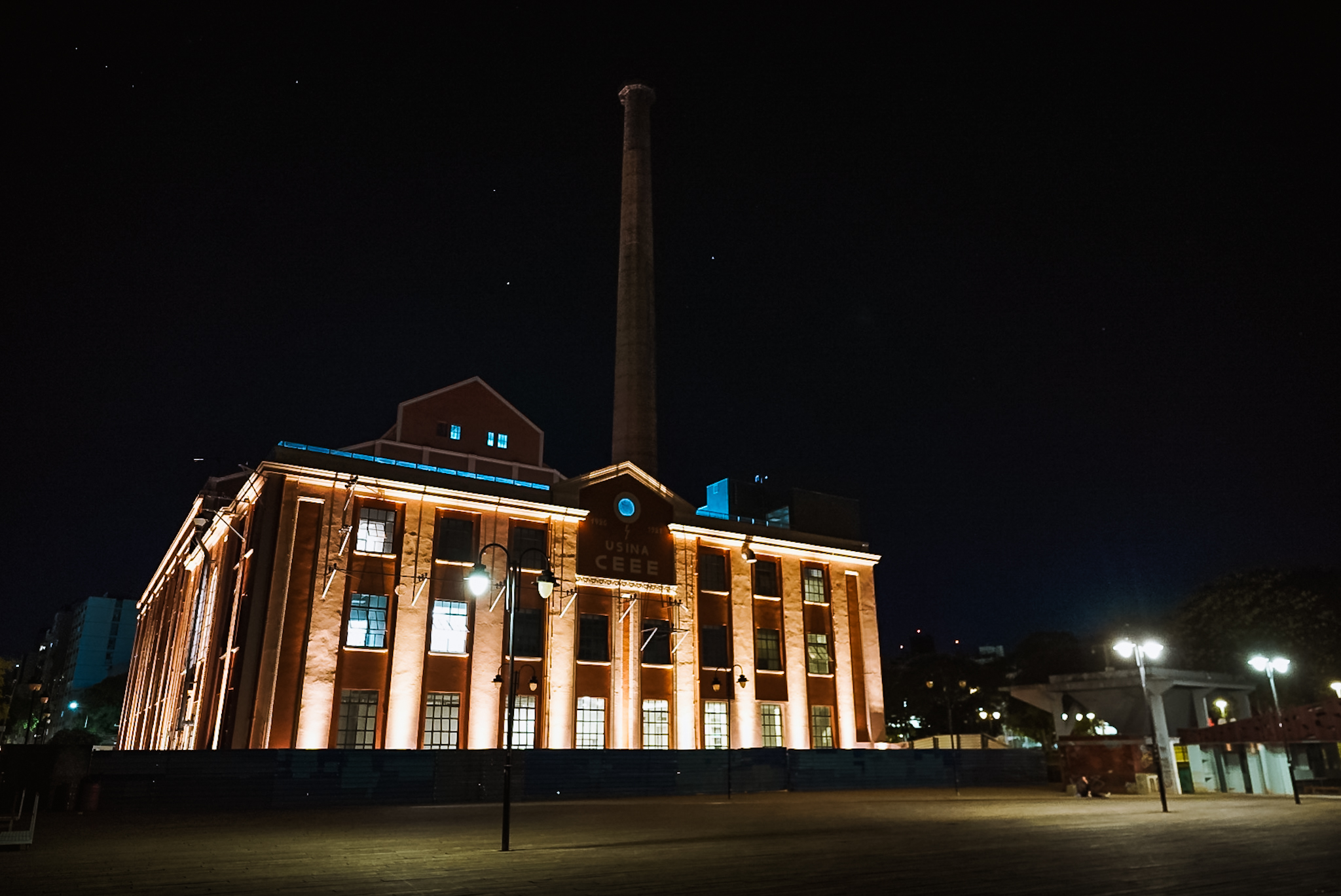
Ночью
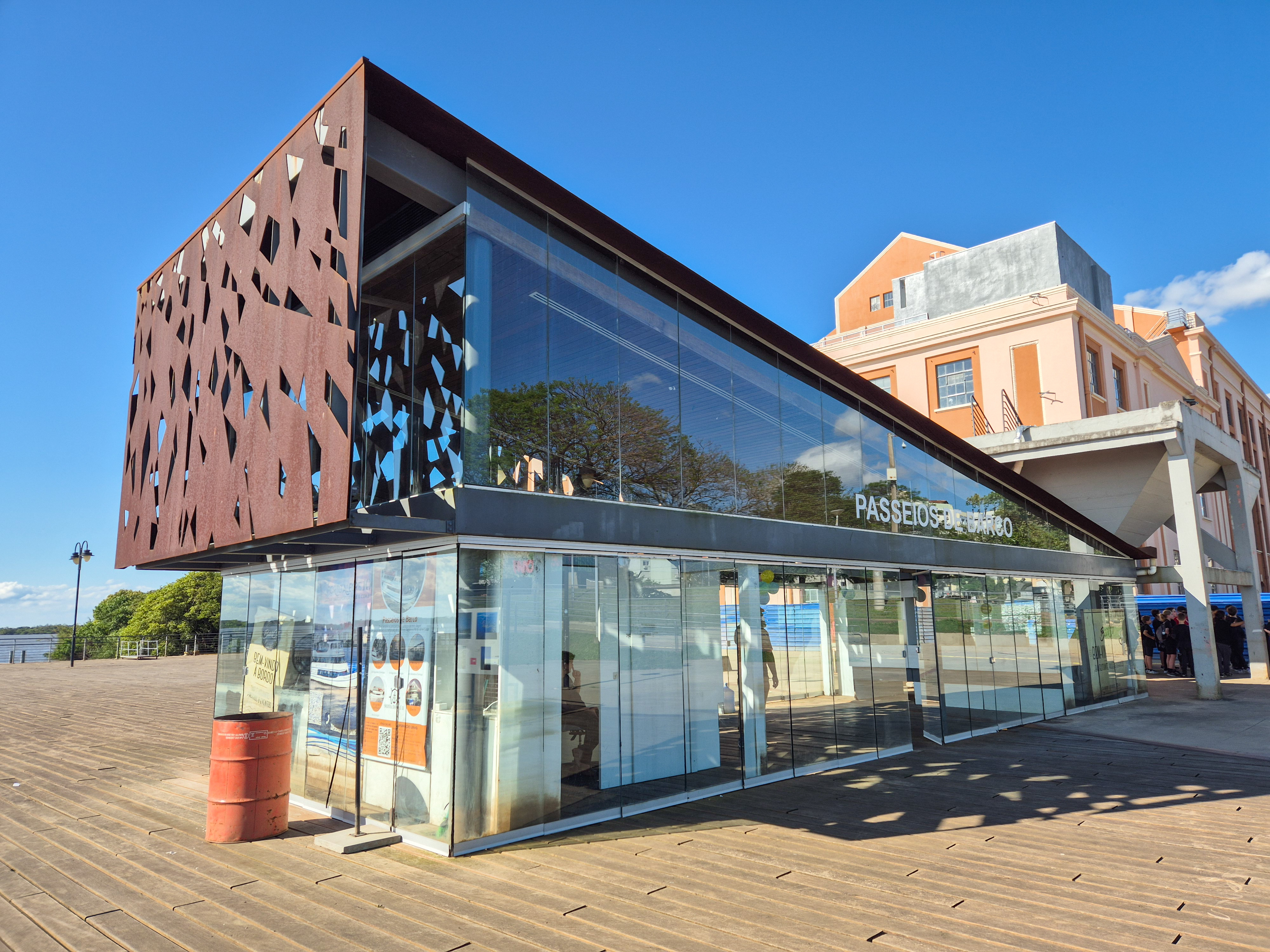